# Цитохроми

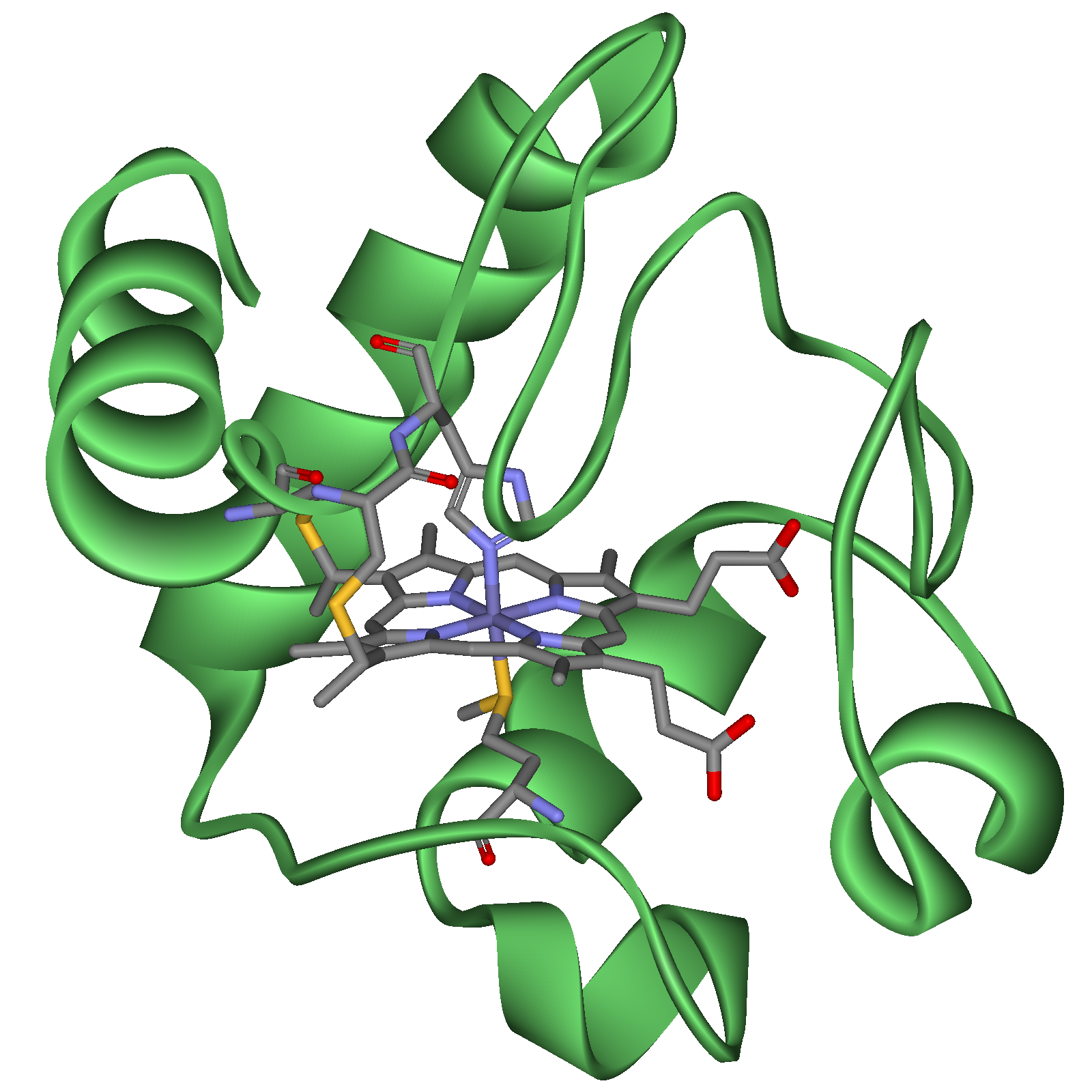
Цитохром c з гемом c.

Цитохроми — маленькі мембранні гемопротеїни (тобто білки, що містять ковалентно зв'язаний гем), що залучені в процес електронного транспорту через мембрани.
Це невеликі глобулярні білки, у першому наближенні їхня структура може бути представлена у вигляді кулі або витягнутого еліпсоїда. Гем у складі цих білків розташований у внутрішній кишені, утвореній амінокислотними залишками. Цитохроми присутні у всіх клітинах організмах, вони містяться на мембранах мітохондрій, хлоропластів, тилакоїдних мембранах і цитоплазматичних мембранах бактерій та деяких інших мікроорганізмів. Відомо близько 30 видів цитохромів, що розрізняються структурами бічних ланцюгів поліпептидів. Залежно від типу гему їх групують у 8 класів. Залежно від спектрів поглинання, цитохроми поділяють на групи а, b, c.